# Phyllium jacobsoni
Phyllium jacobsoni är en insektsart som beskrevs av Rehn, J.A.G. och J.W.H. Rehn 1934. Phyllium jacobsoni ingår i släktet Phyllium och familjen Phylliidae. Inga underarter finns listade i Catalogue of Life.